# Rungia hirpex
Rungia hirpex är en akantusväxtart som beskrevs av Raymond Benoist. Rungia hirpex ingår i släktet Rungia och familjen akantusväxter. Inga underarter finns listade i Catalogue of Life.